# Heligmonevra pulcher
Heligmonevra pulcher är en tvåvingeart som först beskrevs av Ricardo 1919.  Heligmonevra pulcher ingår i släktet Heligmonevra och familjen rovflugor.
Artens utbredningsområde är Sri Lanka. Inga underarter finns listade i Catalogue of Life.